# Warp Pipe
Warp Pipe ist eine Software, die Netzwerkspiele über Internet mit der Spielkonsole Nintendo GameCube ermöglicht. Damit können auch GameCube-Titel, die Netzwerkspiele nur im lokalen Netzwerk unterstützen, internetweit gespielt werden. Ein PC mit Breitband-Zugang fungiert dabei als Router.

## Gedanke
Das Entwicklerteam hinter Warp Pipe besteht aus Nintendo-Fans, die gerne mit ihren Konsolen online spielen würden. Nintendo bietet diesen Service jedoch nicht an, und das einzige offizielle Online-Spiel ist Phantasy Star Online. Warp Pipe ist kein Angebot von Nintendo.

## Technik
Warp Pipe gaukelt dem GameCube vor, er sei via LAN mit anderen GameCubes verbunden. Daher funktioniert das Angebot Warp Pipe auch nur mit GameCube-Spielen, die über eine LAN-Funktion verfügen. In Wirklichkeit aber wird das LAN-Kabel in den PC gesteckt. Nun verbindet Warp Pipe verschiedene GameCube-Benutzer mit dem Internet.

## Trivia
- Der Name stammt von den Warp-Röhren (engl. Warp-Pipes) aus Nintendos Super-Mario-Serie